# .cl

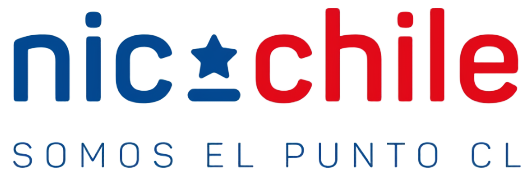

.cl est le domaine de premier niveau national (country  code top level domain : ccTLD) réservé au Chili.